# 山德·貝克利
亚历山大·哈珀·貝克利（英語：Alexander Harper Berkeley，1955年12月16日—）是一位美國演員，出生於美國紐約州紐約市布魯克林區。其著名電視影集作品包括福斯廣播公司影集《24系列》中飾演馬喬治（George Mason）、CW電視網影集《特務狂花系列》中飾演羅沛成（Percival "Percy" Rose）以及CBS電視網影集《心計系列》中飾麥台銘 “紅至尊”（Thomas McAllister "Red John"），並曾於多部影集中客串及常規演出，包括《通天奇兵》、《X檔案》、《仁心仁術》、《滅罪鑑證科》、《法律與秩序》、《白宮群英》、《對峙》、《欲骨查》、《波士頓法律》、《心理追兇》、《鬼線人》、《行屍》等。電影方面，他亦於多部著名電影擔任配角，包括《未來戰士續集》、《太陽神13號》、《變種異煞》、《救參96小時》、《勁揪俠》、《空軍一號》、《贖金之王》、《你的生命我的決定》等。

## 外部連結
- 山德·貝克利在互联网电影资料库（IMDb）上的資料（英文）